# Salacia impressifolia
Salacia impressifolia är en benvedsväxtart som först beskrevs av John Miers, och fick sitt nu gällande namn av Albert Charles Smith. Salacia impressifolia ingår i släktet Salacia och familjen Celastraceae. Inga underarter finns listade.